# وایدن آندر مارخ
وایدن آندر مارخ (به آلمانی: Weiden an der March) یک منطقهٔ مسکونی در اتریش است که در ناحیه گنزرندورف واقع شده‌است. وایدن آندر مارخ ۹۰۴ نفر جمعیت دارد.